# Laghy
Laghy (iriska: An Lathaigh) är en ort i republiken Irland.   Den ligger i grevskapet County Donegal och provinsen Ulster, i den norra delen av landet, 190 km nordväst om huvudstaden Dublin. Laghy ligger 29 meter över havet och antalet invånare är 197.
Terrängen runt Laghy är platt åt sydväst, men åt nordost är den kuperad. En vik av havet är nära Laghy västerut.Runt Laghy är det glesbefolkat, med 9 invånare per kvadratkilometer. Närmaste större samhälle är Donegal, 4,2 km nordväst om Laghy. Trakten runt Laghy består i huvudsak av gräsmarker.